# ケンピンスキー
ケンピンスキー（独：Kempinski）はドイツのホテル運営会社。1897年よりホテル運営を行っている。正式社名は「ケンピンスキー株式会社 (Kempinski AG) 」であり、またホテル名としては主に「ケンピンスキー・ホテル (Kempinski Hotel) 」と名付けている。世界30カ国で80軒以上の高級ホテルを運営している。本部はスイス・ジュネーブに置かれている。
1994年以降、ケンピンスキーはタイ国王の王室財産局（The Crown Property Bureau of Thailand）が過半数を所有していたが、2017年、バーレーンの王族が筆頭株主になった。
「グローバル・ホテル・アライアンス (Global Hotel Alliance) 」の一員。
1897年に創業し、ヨーロッパ最古の高級ホテルグループと言われる。
同社のスローガンは、"A Collection of Individuals"。